# Adriano VII
Adriano VII (Hadrian the Seventh: A Romance) è un romanzo di Frederick Rolfe, pubblicato nel 1904 sotto lo pseudonimo di Baron Corvo.

## Trama
Dopo essere stato cacciato dal seminario, George Arthur Rose ha rinunciato all'idea del sacerdozio e vive una vita ritirata insieme al suo gatto. Un giorno, Rose riceve un'inaspettata visita da due alti prelati che lo invitano a recarsi a Roma, dove il conclave è ormai fermo da tempo e i cardinali non riescono a scegliere un nuovo pontefice. Una volta giunto in Italia, Rose scopre che i cardinali – per ispirazione divina o macchinazioni politiche – hanno scelto lui come nuovo papa e l'inglese sale al soglio di Pietro con il nome di Adriano VII. Le sue scelte moderne e controverse vengono ostacolate dell'establishment vaticano, che Adriano però riesce sempre a raggirare con un misto di fascino e astuzia. Il suo pontificato però ha vita breve ed Adriano viene assassinato da uno scozzese in mezzo al sollievo generale.

## Accoglienza
Nel 2014 The Guardian ha inserito Adriano VII al trentasettesimo posto nella lista dei cento migliori romanzi in lingua inglese.

## Edizioni
- Adriano Settimo: fantasia, traduzione di Aldo Camerino, Roma, Gherardo Casini, 1952,  p. 395.
- Adriano VII, traduzione di Aldo Camerino, Milano, Longanesi, 1964,  p. 465.